# Дыхание (фильм, 2017)
«Дыхание» (англ. Breath) — художественный фильм режиссёра Саймона Бейкера. Экранизация одноимённого романа Тима Уинтона. Премьера фильма состоялась на Международном кинофестивале в Торонто в 2017 году.

## Сюжет
1970-е годы. Двоих друзей, Брюса по прозвищу «Пайклет» и Айвана по прозвищу «Луни», объединяет стремление к приключениям и жизни вдали от повседневной рутины. Вместе они исследуют реку. Луни избивает отец, а Пайклет из благополучной семьи, прилежный ученик, ему очень нравятся поездки на рыбалку со своим отцом. Однажды они едут на велосипедах через Сойер, маленький городок на западном побережье Австралии, и наблюдают за сёрферами. Хотя они считают это увлечение совершенно бессмысленным, оно кажется им настолько элегантным, что они начинают заниматься сёрфингом на дешевых досках из пенополистирола. Позже они копят деньги, чтобы позволить себе подержанную доску из стекловолокна.
Когда сёрфер Сандо замечает, что мальчики всегда приезжают на пляж на велосипедах, он предлагает отвезти их доски на своем грузовике, что очень удобно для них. Сначала они считают Сандо очередным хиппи-серфером, и даже его не очень дружелюбная девушка Ева мало что делает, чтобы изменить это мнение, но вскоре он берет ребят под своё крыло и не только учит их сёрфингу, но и подстегивает их покорять всё более высокие волны и преодолевать свой страх.
Сандо становится наставником для мальчиков, обсуждая с ними философские вопросы, благодаря чему Пайклет может выразить себя лучше, чем эмоционально заторможенный Луни. Кроме того, они узнают, что Сандо когда-то был известным профессиональным сёрфером, а Ева, родом из США, была чемпионкой в лыжном спорте, пока не получила серьезную травму колена, что объясняет её плохое настроение. Хотя Пайклет находит подругу в лице Куини, когда возвращается в школу, его настоящей страстью остаётся сёрфинг. Однако в этом он не так усерден, как Луни, поэтому Сандо отдаёт ему предпочтение.

## В ролях
- Саймон Бейкер — Сандо
- Элизабет Дебики — Ева
- Самсон Коултер — Пайклет
- Бен Спенс — Луни
- Ричард Роксбург — мистер Пайк
- Рэйчел Блэйк — миссис Пайк

## Производство и премьера
Фильм основан на романе 2008 года «Дыхание» Тима Уинтона. В 2009 году за этот роман Уинтон был удостоен премии Майлза Франклина.
Режиссёром фильма стал Саймон Бейкер, который также выступил автором сценария и сопродюсером фильма. Фильм стал режиссёрским дебютом Саймона Бейкера.
Съёмки начались в апреле 2016 года и продлились шесть недель в австралийском прибрежном городе Денмарк, примерно в 50 км к западу от Албани на берегу Южного океана в штате Западная Австралия, съёмки проходили на фоне Слоновьих скал на побережье Денмарка. Для Тима Уинтона это было идеальное место: «Регион Великий Юг оказал огромное влияние на мою жизнь и творчество, поэтому я очень рад, что фильм снимается на пляжах, улицах и лесах, которые вдохновили автора на создание книги».
Премьера фильма состоялась 10 сентября 2017 года в рамках Международного кинофестиваля в Торонто. 5 октября 2017 года фильм был представлен на Цюрихском кинофестивале, где состоялась его европейская премьера. 3 мая 2018 года фильм вышел в кинотеатрах Австралии.

### Темы
Продюсер Марк Джонсон рассказал: «Это универсальная тема — о том, как отчаянно бояться, что ты обычный, как бояться в юности, что в тебе нет ничего исключительного — и я думаю, что это имеет универсальный смысл, но это также специфически австралийская история». По мнению Саймона Бейкера, «книга Тима убедительно передает беспокойное любопытство и стремление к идентичности, которые часто определяют наше вступление во взрослую жизнь».

## Восприятие
На сайте Rotten Tomatoes фильм имеет рейтинг 80 % основанный на 50 отзывах, со средней оценкой 6.63/10. Консенсус критиков гласит: «Драма о взрослении с уклоном в сторону сёрфинга, фильм движется по, казалось бы, знакомым водам — но имеет удивительную глубину под поверхностью». На Metacritic средневзвешенная оценка составляет 71 из 100 на основе 14 рецензий, что указывает на «в целом благоприятные отзывы».